# Безрученко, Николай Владимирович
Николай Владимирович Безрученко (род. 15 мая 1978) — российский футболист, игрок в мини-футбол. Выступал за сборную России по мини-футболу.

## Биография
Николай является воспитанником северской ДЮСШ «Юпитер». Первым клубом в его карьере стал «Северск». Вскоре его приметили клубы Высшей лиги, и в 1996 году Безрученко перебрался в новосибирский «Сибиряк». Однако там у него закрепиться не получилось, и вскоре Николай оказался в Екатеринбурге, где поступил в УПИ и начал выступать за одноимённую команду, игравшую в элите российского мини-футбола.
С УПИ связан наиболее долгий период карьеры Николая. Он играл в команде на протяжении семи лет вплоть до её расформирования. После него Безрученко перебрался в югорский клуб «ТТГ-Ява». Острая конкуренция и травмы не позволили ему закрепиться в команде, и полтора года спустя он был отдан в аренду сургутскому «Факелу», а по окончании сезона перешёл в «Мытищи». Год спустя Николай перешёл в другой подмосковный клуб «Спартак-Щёлково», а ещё через год — в сыктывкарскую «Новую генерацию».
Летом 2010 года Безрученко стал игроком петербургского «Политеха».
В период своих выступлений за «ТТГ-Яву» Безрученко принял участие в двух товарищеских матчах в составе первой сборной России. А в составе студенческой сборной он ездил на студенческий чемпионат мира 2006 года, где россияне стали чемпионами, а Николай был признан лучшим вратарём турнира.

## Достижения
- Победитель студенческого чемпионата мира по мини-футболу 2006